# Чемпионат Южной Америки по волейболу среди женщин 2013
30-й чемпионат Южной Америки по волейболу среди женщин проходил с 18 по 22 сентября 2013 года в Ике (Перу) с участием 6 национальных сборных команд. Чемпионский титул в 18-й раз в своей истории и в 10-й раз подряд выиграла сборная Бразилии

## Команды-участницы
Аргентина, Бразилия, Венесуэла, Колумбия, Перу, Чили.

## Система проведения чемпионата
6 команд-участниц провели однокруговой турнир, по результатам которого была определена итоговая расстановка мест. За победы со счётом 3:0 и 3:1 команды получили по 3 очка, за победы 3:2 — по 2 очка, за поражения 2:3 — по 1 очку, за поражения 0:3 и 1:3 очки не начислялись.
Победитель турнира (Бразилия) квалифицировался на чемпионат мира-2014 и Всемирный Кубок чемпионов-2013.

## Результаты
В скобках в колонке В (выигрыши) — количество побед со счётом 3:2, в колонке П (поражения) — поражений 2:3.
| М | Команда   | 1   | 2   | 3   | 4   | 5   | 6   | И | В     | П     | С/П   | О  |
| - | --------- | --- | --- | --- | --- | --- | --- | - | ----- | ----- | ----- | -- |
| 1 | Бразилия  |     | 3:0 | 3:0 | 3:0 | 3:0 | 3:0 | 5 | 5     | 0     | 15:0  | 15 |
| 2 | Аргентина | 0:3 |     | 3:1 | 3:2 | 3:1 | 3:0 | 5 | 4 (1) | 1     | 12:7  | 11 |
| 3 | Перу      | 0:3 | 1:3 |     | 3:2 | 3:1 | 3:0 | 5 | 3 (1) | 2     | 10:9  | 8  |
| 4 | Колумбия  | 0:3 | 2:3 | 2:3 |     | 3:1 | 3:0 | 5 | 2     | 3 (2) | 10:10 | 8  |
| 5 | Венесуэла | 0:3 | 1:3 | 1:3 | 1:3 |     | 3:0 | 5 | 1     | 4     | 6:12  | 3  |
| 6 | Чили      | 0:3 | 0:3 | 0:3 | 0:3 | 0:3 |     | 5 | 0     | 5     | 0:15  | 0  |

18 сентября
Бразилия — Чили 3:0 (25:10, 25:5, 25:4); Аргентина — Колумбия 3:2 (19:25, 31:29, 11:25, 25:12, 15:11); Перу — Венесуэла 3:1 (22:25, 25:19, 25:15, 25:16).
19 сентября
Аргентина — Венесуэла 3:1 (18:25, 25:14, 25:18, 25:16); Бразилия — Колумбия 3:0 (25:13, 25:14, 25:18); Перу — Чили 3:0 (25:14, 25:20, 25:19).
20 сентября
Венесуэла — Чили 3:0 (25:11, 25:20, 25:22); Бразилия — Аргентина 3:0 (25:16, 25:13, 25:7); Перу — Колумбия 3:2 (16:25, 25:27, 25:20, 25:22, 15:13).
21 сентября
Колумбия — Чили 3:0 (25:18, 25:23, 25:19); Бразилия — Венесуэла 3:0 (25:20, 25:20, 25:17); Аргентина — Перу 3:1 (25:23, 17:25, 25:20, 25:23).
22 сентября
Аргентина — Чили 3:0 (25:19, 25:23, 25:22); Колумбия — Венесуэла 3:1 (22:25, 25:19, 25:21, 25:22); Бразилия — Перу 3:0 (25:8, 25:17, 25:8).

## Итоги

### Положение команд
| Бразилия     |
| Аргентина    |
| Перу         |
| 4. Колумбия  |
| 5. Венесуэла |
| 6. Чили      |

### Призёры
Бразилия: Фабиана Клаудино (Фабиана), Жусели Кристина Баррето (Жусели), Даниэль Линс (Дани Линс), Таиса Дахер ди Менезис (Таиса), Аденизия Силва (Аденизия), Мишель Паван (Мишель), Габриэла Брага Гимарайнс (Габи), Наталия Перейра (Наталия), Шейла Кастро (Шейла), Фабиана Алвин ди Оливейра (Фаби), Моник Мариньо Паван (Моник), Фернанда Гарай Родригис (Фе Гарай), Жозефа Фабиола Соуза (Фабиола), Камила Брайт. Тренер — Жозе Роберто Гимарайнс (Зе Роберто).
  Аргентина: Наталия Айспуруа, Флоренсия Бускетс, Лусия Гайдо, Вивиана Доминко, Яэль Кастильоне, Соль Пикколо, Татьяна Риццо, Элина Родригес, Эмильсе Соса, Жозефина Фернандес, Лусия Фреско, Даниэла Хильденбергер. Тренер — Гильермо Ордуна.
  Перу: Анхелика Акино, Мария де Фатима Акоста, Клариветт Ильескас, Раффаэлла Камет, Сойла Ла Роса, Алехандра Муньос, Карла Ортис, Ванесса Паласиос, Юлисса Самудио, Мирта Урибе, Гресия Эрреда. Тренер — Сун Чжин Хон.

### Индивидуальные призы
MVP:  Маделлайн Монтаньо

### Символическая сборная
Связующая:  Ахисар Суниага
Диагональная:  Шейла
Доигровщики: Фе Гарай,  Карла Ортис
Центральные блокирующие:  Фабиана,  Мирта Урибе
Либеро:  Фаби